# The Nun 2
The Nun 2 är en amerikansk skräckfilm från 2023. Filmen är regisserad av Michael Chaves och skriven av Akela Cooper, Ian Goldberg och Richard Naing efter en historia av Cooper och James Wan. Filmen är en uppföljare till The Nun från 2018 och den nionde delen i The Conjuring-serien.
Filmen hade biopremiär i Sverige den 8 september 2023, utgiven av Warner Bros. Pictures.

## Handling
Filmen utspelar sig fyra år efter händelserna i den första filmen och följer Syster Irene när hon återigen möter den demoniska kraften Valak, Nunnan.

## Rollista (i urval)
- Taissa Farmiga – Syster Irene
- Jonas Bloquet – Frenchie
- Storm Reid – Syster Debra
- Anna Popplewell – Kate
- Katelyn Rose Downey – Sophie
- Bonnie Aarons – Nunnan